# Dartmouth
Dartmouth – miasto i civil parish w południowo-zachodniej Anglii, w hrabstwie Devon, w dystrykcie South Hams, położone przy ujściu rzeki Dart na długim riasie sięgającym Totnes, na terenie parku krajobrazowego. Siedziba szkoły marynarki Royal Navy – Britannia Royal Naval College. W 2011 roku civil parish liczyła 5605 mieszkańców.

## Gospodarka
W mieście rozwinął się przemysł elektroniczny, stoczniowy, rafineryjny oraz metalowy.

## Historia
W średniowieczu strategiczny port, używany do wypraw wojennych, chroniony z lądu przez zamek. Postać budowniczego zamku majora Dartmouth miała posłużyć Geoffreyowi Chaucerowi za pierwowzór postaci Shipmana w opowieściach kanterberyjskich. W porcie zatrzymał się statek Mayflower podczas swego rejsu z Southampton do Ameryki, aby dokonać niezbędnych napraw. Podczas II wojny światowej port stanowił bazę wojsk i był jednym z punktów początkowych w operacji „Neptune” (lądowania w Normandii).